# Richard W. Richards
Pour les articles homonymes, voir Richards et Richard Richards.
Richard Walter « Dick » Richards, né à Bendigo en 1893 et mort en 1985, est un explorateur de l'Antarctique et professeur de sciences australien.

## Biographie
Il s'est joints à l'expédition Endurance en décembre 1914 en tant que physicien dans le « groupe de la mer de Ross » commandé par Æneas Mackintosh. Richards avait à peine vingt et un ans, et venait de terminer ses études à l'université de Melbourne lors de son départ. Il est devenu le dernier survivant de l'âge héroïque de l'exploration en Antarctique à sa mort.